# 赵常玲
赵常玲、另称祖尔菲亚·钦尚洛或祖利菲娅·钦尚洛（1993年7月25日—），是一名举重运动员，身高1.55米，女子举重53公斤級挺举世界纪录保持者。

## 生涯
赵常玲1993年7月25日出生于湖南道县，2007年被交流至哈萨克斯坦，改名祖尔菲亚，并加入哈薩克國家女子舉重隊隊员。2009年，她在韩国举行的第20届世界举重锦标赛中以219公斤和129公斤获得53公斤级总成绩和挺举两项冠军。2010年，又在广州亚运会53公斤级举重比赛中以219公斤的成绩获得亚军。2011年，在巴黎的世界举重锦标赛53公斤級比赛更是获得抓举、挺举和总成绩三项冠军，并以130公斤打破中国选手李萍和本人一起保持的挺举世界纪录。2012年7月29日，她获得伦敦奥运会女子53公斤级举重金牌，并以131公斤的成绩打破了自己保持的女子53公斤級挺举世界纪录。后来在2016年11月被发现使用禁药比赛，因此取消金牌资格，金牌也被撤销追缴，并禁赛两年。2019年复出世锦赛，成绩却不佳。
2012年10月，赵常玲回到中国大陸，在长沙市办理居民身份证，重新取得中华人民共和国公民的身份。有报道指出，她加入哈萨克斯坦国籍时，仍保留戶籍，实质上未注销中華人民共和国国籍。
2021年，再次代表哈萨克斯坦出征2020年东京奥运会，在女子55公斤级比赛中以抓举90公斤，挺举123公斤，总成绩213公斤的成绩获得铜牌。

## 出生地争议
赵常玲的出生地一度引起争议。据国际举重联合会和伦敦奥运官方资料，祖尔菲亚1993年7月25日出生於哈薩克斯坦阿拉木图，能说汉语、哈萨克语和俄语。也有资料称她为东干人，以东干语（汉语的一种变体，系属汉语）为第一语言。在2009年世界女子举重锦标赛和2010年亚洲运动会中，祖尔菲亚在接受采访时称自己是东干人，曾经在新疆学过两年中文。她的中文名为“赵常宁”（也有报道称“赵常玲”），与她的姓氏“钦尚洛”相符。
但是在祖尔菲亚获得伦敦奥运冠军后，不少中国大陸媒体报道称她原籍中国大陆，出生于湖南永州市道县。这些媒体引述湖南省体育局官员周均甫、国家女子举重队原主教练马文辉等人的话称，应哈萨克斯坦举重队要求，2008年初，经国家体育总局同意，成绩平平的赵常玲被湖南省体育局交换到哈薩克斯坦，加入该国国籍，代表该国参加举重国际比赛，交换合同期限为5年。在哈萨克斯坦她假装自己为当地成长，她在接受媒体采访时，对出生相关问题都未有表态。
2012年伦敦奥运会祖尔菲亚夺金之后，媒体采访了她的父亲赵贵生和母亲彭祝銮，父母确认女儿是永州道县人，并且是汉族人而非东干人。伦敦奥运夺金后，面对中国记者对她出身地的追问，祖尔菲亚回答说：“如果在中国，我可能没有机会”。由于中国大陸媒体广泛揭晓其出生问题，使得她回中国大陸发展的压力巨大，祖尔菲亚说：“自己压力很大，不知该怎么办。”

## 兴奋剂
她曾代表哈薩克國家舉重隊在2012年夏季奥林匹克运动会获得女子53公斤級金牌。但在2016年巴西奥运前夕被国际举重协会复查出使用禁药，2012年的金牌资格将被许淑净所替代，同年10月21日，奥委会正式通告药检复检失败和撤销其成绩。同年11月7日国际举重协会通告公告药检复检失败和成绩撤销结果。